# Bysjön (Hedesunda socken, Gästrikland)
Bysjön är en sjö i Gävle kommun och Sandvikens kommun i Gästrikland och ingår i Dalälvens huvudavrinningsområde. Sjön är 1,5 meter djup, har en yta på 3,15 kvadratkilometer och är belägen 57 meter över havet. Sjön avvattnas av vattendraget Ålboån (Sågån).

## Delavrinningsområde
Bysjön ingår i det delavrinningsområde (669442-155482) som SMHI kallar för Utloppet av Bysjön. Medelhöjden är 66 meter över havet och ytan är 26,8 kvadratkilometer. Räknas de 4 avrinningsområdena uppströms in blir den ackumulerade arean 63,12 kvadratkilometer. Ålboån (Sågån) som avvattnar avrinningsområdet har biflödesordning 2, vilket innebär att vattnet flödar genom totalt 2 vattendrag innan det når havet efter 76 kilometer. Avrinningsområdet består mestadels av skog (56 procent), jordbruk (12 procent) och sankmarker (13 procent). Avrinningsområdet har 3,33 kvadratkilometer vattenytor vilket ger det en sjöprocent på 12,4 procent.